# Vennebjerg Mølle
Vennebjerg Mølle er en jordstående hollandsk vindmølle, der er beliggende ca. 2 km sydøst for Lønstrup, med udsigt til Vennebjerg Kirke, Børglum kloster, Rubjerg Knude, Mårup Kirke og Lønstrup by.
Den første mølle på stedet blev opført i 1861 og hed oprindelig Dahl Mølle, men skiftede navn til Vennebjerg Mølle i 1888.
Den nuværende mølle er bygget som kornmølle og blev oprindelig opført i Bindslev i 1842. Den blev siden flyttet til Tversted, inden den i 1934 fik sin nuværende placering. Den var i drift indtil 1962, hvorefter den stod og forfaldt i næsten 30 år. 

## Bygningsmæssige fakta
- Vindmølle med jordomgang
- Jordstående undermølle i grundmur
- Ottekantet overmølle i træ beklædt med pap
- Hatten er bådformet og beklædt med pap
- Vingerne har hækværk til sejl
- Møllen krøjes manuelt fra omgangen

## Møllen istandsættes
Den kendte danske maler Johannes Hofmeister havde fra 1966-1990 sin bolig i møllegården beliggende umiddelbart bag Vennebjerg Mølle. Møllen har tilhørt Fonden til Vennebjerg Mølles Bevarelse, siden Johannes Hofmeister skænkede den til fonden i 1987. I slutningen af 1980’erne tog en gruppe borgere sammen med Hjørring Kommune initiativ til en restaurering, som blev afsluttet i 1993, efter der var brugt 13.000 arbejdstimer på projektet. I 2011 stiftedes Foreningen Vennebjerg Mølles Venner, som året rundt holder mølledage, med maling af korn i den fuldt funktionsdygtige mølle og fortæller om møllen og egnen.

## Møllehuset restaureres
I 2012 fik Møllehuset nye ejere efter at have været ejet af et ældre par som har haft hesteavl der. Ejendommen er nu restaureret og åbnede 1. juli 2013 en café og et keramikværksted i Johannes Hofmeisters gamle atelier med salg af keramik og kaffe. Møllehuset, beliggende Skallerupvej 810 og møllen, beliggende Skallerupvej 812, er i dag adskilte institutioner, som supplerer hinanden.